# Liriomyza subflavopicta
Liriomyza subflavopicta är en tvåvingeart som beskrevs av Mitsuhiro Sasakawa 1998. Liriomyza subflavopicta ingår i släktet Liriomyza och familjen minerarflugor. Inga underarter finns listade i Catalogue of Life.